# Scathophaga magnipennis
Scathophaga magnipennis är en tvåvingeart som först beskrevs av Josef Aloizievitsch Portschinsky 1887.  Scathophaga magnipennis ingår i släktet Scathophaga och familjen kolvflugor. Inga underarter finns listade i Catalogue of Life.